# Николаевка (Кадомский район)
Николаевка — деревня в Кущапинском сельском поселении Кадомского района Рязанской области.

## География
Деревня расположена вдоль трассы 61к-032 Кадом-Мордовия, в 14 км к востоку от центра районного центра Кадома. В 500 метрах к востоку начинается мордовский лес. С юга примыкает малая деревня Марьевка. С востока в 700 метрах есть небольшое кладбище.

## Население
| 1983 | 2010 |
| ---- | ---- |
| 50   | ↘9   |

## Транспорт
Ближайшая школа расположена в посёлке Дачный (Мордовия), там же и ближайший продуктовый магазин.